# Caenocryptus polytomi
Caenocryptus polytomi là một loài tò vò trong họ Ichneumonidae.